# (385571) Otrera
(385571) Otrera es un cuerpo menor que forma parte de los centauros, descubierto el 16 de octubre de 2004 por Scott S. Sheppard y el también astrónomo Chadwick Trujillo desde el Observatorio Las Campanas, Vallenar, Chile.

## Designación y nombre
Designado provisionalmente como 2004 UP10. Fue nombrado Otrera en honor a Otrera la primera reina de las Amazonas. Ella estaba relacionada con Ares y madre de la reina también amazona Pentesilea, que dirigió a las Amazonas durante la guerra de Troya.

## Características orbitales
Otrera está situado a una distancia media del Sol de 30,04 ua, pudiendo alejarse hasta 30,76 ua y acercarse hasta 29,32 ua. Su excentricidad es 0,023 y la inclinación orbital 1,434 grados. Emplea 60144 días en completar una órbita alrededor del Sol.

## Características físicas
La magnitud absoluta de Otrera es 8,8.